# 德拉伊耶酋长国
德拉伊耶酋长国，又称内志第一王国或第一沙特王国。1744年，伊玛目穆罕默德·本·阿卜杜勒·瓦哈布与沙特家族的穆罕默德·本·沙特结成联盟，在内志共同建立一个政教合一的国家，以将阿拉伯半岛内的各种伊斯兰教教派全部统一成逊尼派的瓦哈比派为目标。德拉伊耶酋长国致力于将伊斯兰教正统化，为此他们推行了多项宗教改革，这些改革在后来沙特家族统治的王国中再也没撤销过。伊玛目与沙特家族从1744年开始进行联姻，今日在沙特阿拉伯依然保持着这个传统。
德拉伊耶酋长国建立后开始大范围的扩张，从一个小国慢慢发展成了雄踞在阿拉伯高原的逊尼派大国，并在很短时间内控制了奥斯曼帝国的汉志地区，而位于汉志地区的麦加和麦地那是伊斯兰教大清真寺的发祥地。这些扩张行动引起了奥斯曼帝国的不满。1811年，奥斯曼帝国对德拉伊耶酋长国宣战。奥斯曼帝国派埃及总督穆罕默德·阿里帕夏发起远征，重新占领了汉志地区。1818年，德拉伊耶酋长国被奥斯曼帝国击败，首都德拉伊耶被夷为平地，而最后一任伊玛目阿卜杜拉·沙特（'Abdallah b. Sa'ud）在伊斯坦布尔被处死。德拉伊耶酋长国被纳入埃及省，内志第一王国灭亡。

## 君主
第一沙特王国的统治者按年代排序如下：
- 伊玛目穆罕默德·本·沙特（1744年-1765年）
- 伊玛目阿卜杜勒-阿齐兹·本·穆罕穆德 [1765-1803年]
- 伊玛目沙特·本·阿卜杜勒-阿齐兹 [1803-1814年]
- 伊玛目阿卜杜拉·本·沙特 [1814-1818年]